# シライケイタ
シライ ケイタ（1974年7月6日 - ）は、東京都出身の俳優・演出家・劇作家である。身長177cm、体重68kg。血液型B型。株式会社A4所属。

## 概要
劇団温泉ドラゴン代表。日本演出者協会理事長。日韓演劇交流センター会長。桐朋学園芸術短期大学非常勤講師。
東京都立青山高等学校、桐朋学園芸術短期大学演劇科を卒業。大学在学中に、蜷川幸雄演出の「ロミオとジュリエット」パリス役でデビュー。その後、数々の舞台やテレビ、CM等で活躍。近年は、劇作家・演出家としても精力的に活動している。
2013年、文化庁・一般社団法人日本演出者協会主催による、「若手演出家コンクール2013」にて、優秀賞と観客賞を受賞。
2017年7月、第25回読売演劇大賞の中間選考会にて、2017年上半期演出家賞のベスト5に選出された。
第25回読売演劇大賞において杉村春子賞を受賞。
2023年7月より、座・高円寺芸術監督。

## 出演

### テレビドラマ
NHK
- なごや千客万来 第1話 - 第5話（2000年6月23日-7月28日）
- 柳生十兵衛七番勝負 第4話（2005年4月22日）
- 新選組!! 土方歳三 最期の一日（2006年1月3日）- 大和屋正東石 役
- つばさ（2009年）- 佐伯尚樹 役
- 龍馬伝 第20話、第22話 - 第24話、第28話（2010年5月16日、5月30日-6月13日、7月11日）- 石川石之助 役
- 隠密八百八町 第1話（2011年1月8日）- 岡野 役

日本テレビ
- 火曜サスペンス劇場
  - 『身辺警護 5 骨つぼを持って真実を探し回る女、供述調書から消えた白い手袋の謎』（2000年5月9日）- そば屋店員・小山修 役
  - 『新・女検事 霞夕子23』（2004年8月10日）
- 左目探偵EYE 第3話（2010年2月6日）- 増田優一 役

TBS
- 月曜ミステリー劇場
  - 『探偵 左文字進 7「失踪」』（2003年4月7日）
  - 『夏樹静子サスペンス 揺らぐ灯』（2003年7月14日）
- 月曜ゴールデン
  - 『税務調査官・窓際太郎の事件簿 14』（2006年8月21日）- 細井達雄 役
  - 『血痕 警科研・湯川愛子の鑑定ファイル3』（2010年1月25日）- 小池正晴 役
- 恋文 〜私たちが愛した男〜 第10話（2003年12月10日）
- ドールハウス 特命女性捜査班 第1話（2004年1月15日）
- 家族写真'03〜'04 桜咲くまで 総集編（2004年5月23日）
- 星野仙一物語 〜亡き妻へ贈る言葉（2005年1月2日）
- ハンマーセッション! 第6話・第7話・第9話・第11話（2010年8月14日、8月21日、9月4日、9月18日）- 佐伯刑事 役
- 南極大陸 第1話（2011年10月16日）

フジテレビ
- 美女か野獣 第4話（2003年1月30日）
- 金曜エンタテイメント
  - 『 刑事調査官 玉坂みやこ』（2003年7月11日）
- 金曜プレステージ
  - 『ドクター小石の事件カルテ2』（2006年8月4日）- 田川刑事 役
- 世にも奇妙な物語 秋の特別編（2003年9月18日）
- ハングリーキッド（2004年7月5日-7月26日）
- 白線流し〜夢見る頃を過ぎても（2005年10月7日）
- 古畑任三郎ファイナル『ラスト・ダンス』（2006年1月5日）
- イノセント・ラヴ（2008年）- 吉田刑務官 役
- 天使の代理人　Episode3（2010年9月22日-9月29日）- 山村敏夫 役

テレビ朝日
- OLヴィジュアル系 第8話（2000年9月2日）
- ダムド・ファイル 第11話（2003年9月19日）- 原田典晃 役
- PS羅生門 警視庁東都署 第5話（2006年8月2日）
- 仮面ライダー電王 第11話 - 第12話（2007年4月8日 - 4月15日）- 大槻実 役
- 土曜ワイド劇場
  - 『西村京太郎トラベルミステリー49』（2008年4月26日）- 山田進 役
  - 『刑事殺し2』（2008年6月21日）- 山田三朗 役
  - 『ショカツの女 新宿西署 刑事課強行犯係5』（2011年1月15日）- 棚井 役
- 新・科捜研の女 第7話（2008年6月5日）- 藤島直希 役
- 交渉人〜THE NEGOTIATOR〜（2009年2月28日）
- 相棒season8 第7話「鶏と牛刀」（2009年12月2日）- 警視庁捜査二課 刑事 水木信二 役
- 京都地検の女 第4話（2010年11月4日）- 沢田秀樹 役
- 仮面ライダーW　第21・22話（2010年2月7日、2月14日）- 溝口正輝 役

テレビ東京
- 水曜ミステリー9
  - 『事件記者 浦上伸介3 東北線殺人事件』（2004年4月14日）
  - 『坊さん弁護士・郷田夢栄2』（2004年7月7日）‐ 山根杉政 役
- ウルトラQ dark fantasy 第17話「小町」（2004年7月27日）- 早瀬 役[3]

WOWOW
- 俺は鰯-IWASHI-（2003年4月29日）
- 対岸の彼女（2006年1月15日）
- 誘拐 KIDNAPPING（2009年8月2日）

### CM
- コムスン
- 全労済「新こくみん共済」
- 日立「New Prius Deck」
- NTTドコモ関西
- 三洋電機
  - 空気清浄器「virus washer」
  - 「Xacti」
- ネスレ日本「2001キャンペーン」
- NTTドコモ「らくらくホン」
- アサヒビール「アサヒ本生」
- ヤマト運輸
- キリン「トリノオリンピックキャンペーン」
- マイクロソフト
- 第一三共ヘルスケア「プレコール」
- マクドナルド
- 協和発酵キリン
- スズキ「パレット」
- サントリー「ザ・プレミアム・モルツ」
- 日産自動車「セレナ」

### 映画
- 田園のユーウツ（2001年11月10日、製作：プライド・ワン）川原圭敬監督
- 劇場版 仮面ライダー555 パラダイス・ロスト（2003年8月16日、製作：仮面ライダー555製作委員会・配給：東映）田﨑竜太監督[4][5]

### Vシネマ
- 戦うパチプロ軍団（2003年、門奈克雄監督）

### 舞台
- 『ロミオとジュリエット』（1998年1月21日 - 2月1日、彩の国シェイクスピア・シリーズ）- パリス役 演出:蜷川幸雄
- 『十二夜』（1998年10月9日 - 10月31日、彩の国シェイクスピア・シリーズ）- バレンタイン役 演出:蜷川幸雄
- 『リンドバーグの飛行』（1998年）演出:岩渕達治
- 『山彦ものがたり』（1999年）
- 『写楽』（1999年）
- 『贋作・桜の森の満開の下』（2001年6月1日 - 6月30日、新国立劇場公演）演出:野田秀樹
- 『水漬く屍』（2002年、日韓舞台芸術コラボレーションフェスティバル）演出:イ・ヘジェ
- 『歌え、悲しみの深き淵より』（2002年10月23日 - 11月3日、地人会公演）- 赤帽・ウェイター役 演出:木村光一
- 『昨日までのベッド』（2004年、地人会公演）- ロビン役 演出:木村光一
- 『八月の狩』（2004年8月26日 - 9月12日、演劇企画集団THE・ガジラ公演）演出:鐘下辰男[6]
- 『喝采』（2005年6月19日 - 7月2日、地人会公演）- ラリー役 演出:木村光一
- 『静かなうた』（2005年8月30日 - 9月6日、流山児★事務所公演）演出:北村真実
- 『飢餓海峡』（2006年11月13日 - 11月24日）- 小川真次役 演出:木村光一
- 『被告人』（2007年）演出:グレッグ・デール
- 『新・雨月物語』（2008年1月25日 - 2月3日）演出：鐘下辰男[7]
- 『ホロー荘の殺人』（2008年）演出:グレッグ・デール
- 『アントニーとクレオパトラ』（2010年12月1日 - 12月5日、THEATRE1010公演）演出:板垣恭一[8]
- 『どん底』（2011年5月20日 - 5月29日、演劇企画集団THE・ガジラ公演）演出:鐘下辰男[9]
- 『残華鏡』（2011年、松井誠全国ツアー公演）
- 『コルセット』（2012年7月4日 - 7月19日、オフィスコットーネプロデュース公演）演出:前川麻子
- 『山の声〜ある登山者の追想』（2012年12月1日 - 12月3日、オフィスコットーネアナザー公演）作:大竹野正典 構成・演出：シライケイタ
- 『黄昏ワルツ』（2013年5月24日 - 5月27日、オフィスコットーネアナザー公演）作:大竹野正典 構成・演出：シライケイタ
- 『山の声』再演（2013年12月27日 - 12月30日、オフィスコットーネアナザー公演）作:大竹野正典 構成・演出・出演：シライケイタ
- 『ガーデン』（2014年5月21日 - 5月26日、オフィスコットーネプロデュース公演）作:田村孝裕 演出：和田憲明
- 『新・殺人狂時代』（2015年6月24日 - 6月28日、流山児★事務所公演）作:鐘下辰男 演出:日澤雄介
- 『君は即ち春を吸ひこんだのだ』（2016年2月25日 - 3月1日、公益社団法人日本劇団協議会）作:原田ゆう・演出：板垣恭一
- 『メカニズム作戦』（2017年1月13日 - 1月29日、日本劇団協議会）作:宮本研・演出:流山児祥
- 『SCRAP』（2017年7月1日 - 7月17日、文化庁/公益社団法人日本劇団協議会）作:シライケイタ 演出:日澤雄介
- 『NETHER』（2019年10月 - 11月、クオラス）グローブ座ほか 作:ジェニファー・ヘイリー 演出:瀬戸山美咲
- 『ジョルジュ』（2020年12月23日 - 12月25日、座・高円寺1）作:斎藤憐 演出:佐藤信
- 『夢・桃中軒牛右衛門の』（2022年8月10日‐8月17日、下北沢B1）作:宮本研 演出:流山児祥 ※出演者のコロナ感染のため8月15日で終了
- 『ジョルジュ』（2022年12月24日 - 12月26日、座・高円寺1）作:斎藤憐 演出:佐藤信
- 『夢・桃中軒牛右衛門の』（2023年12月10日、荒尾総合文化センター / 12月17日 - 24日、下北沢駅前劇場、流山児★事務所公演）作：宮本研 演出：流山児祥[10]

## 作・演出作品

### 温泉ドラゴン
- 第1回公演『escape』（2010年4月7日 - 4月11日、SPACE雑遊）作:シライケイタ・演出:阿川竜一
- 第2回公演『birth』（2011年2月22日 - 2月27日、SPACE雑遊）作・演出
- 第3回公演『vision』（2012年2月12日 - 2月19日、SPACE雑遊）作・演出
- 第4回公演『改訂版birth/escape』二本立て興行（2012年8月15日 - 8月26日、Space早稲田）birth - 作・演出：シライケイタ、escape - 作：シライケイタ・演出:嶋田健太（東京乾電池）
- 第5回公演『桜』（2013年2月5日 - 2月10日、SPACE雑遊）作・演出
- 日韓演劇週間vol.1<生きる>ことの考察『birth』（2013年9月11日 - 9月16日、上野ストアハウス）作・演出・出演
- 温泉ドラゴン韓国公演『birth』（2014年9月17日 - 9月21日、韓国ソウル大学路・演友小劇場）作・演出・出演
- 温泉ドラゴン帰国報告公演『birth』（2014年10月6日 - 10月7日、上野ストアハウス）作・演出・出演
- 日韓演劇週間vol.2<家族を描きながら>『桜』（2014年11月19日 - 11月24日、上野ストアハウス）作・演出
- 韓国3都市ツアー『birth』（2015年8月4日 - 8月5日、密陽国際演劇祭・8月6日、浦項国際演劇祭野外劇場・8月7日-8月8日、釜山HANGYEOL ARTHALL）作・演出・出演
- 日韓演劇週間Vol.3『烈々と燃え散りしあの花かんざしよ』（2015年10月14日 - 10月18日、上野ストアハウス）作・演出
- 第9回公演『或る王女の物語〜徳恵翁主〜』（2016年11月2日 - 11月6日、SPACE雑遊）作・演出
- 第10回公演『幸福な動物』（2017年8月23日 - 9月3日、SPACE雑遊）作:原田ゆう・演出：シライケイタ[11]
- 番外公演『山の声 ある登山者の追想―完全版』（2018年1月6日 - 1月8日、「劇」小劇場）作:大竹野正典 演出:シライケイタ
- 第11回公演『嗚呼、萬朝報!』（2018年4月25日 - 5月3日、高田馬場ラビネスト）作:原田ゆう 演出:シライケイタ
- 第12回公演『THE DARK CITY』（2018年10月15日 - 10月21日、ブレヒトの芝居小屋）作・演出
- 第13回公演『渡りきらぬ橋』（2019年6月21日 - 6月30日、座・高円寺1）作：原田ゆう 演出:シライケイタ
- 第14回公演『五稜郭残党伝』（2019年12月11日 - 19日、サンモールスタジオ）作・演出 シライケイタ
- 第15回公演『SCRAP』（2020年4月1日 - 4月5日、東京芸術劇場シアターイースト）作・演出 シライケイタ ※コロナの影響で公演中止
- 第16回公演『続・五稜郭残党伝～北辰群盗録」（2021年12月17日‐12月27日、すみだパークシアター倉）原作 佐々木譲 作・演出 シライケイタ
- 劇団協議会主催公演『悼・灯・斉藤』（2023年2月16日 - 2月23日、東京芸術劇場シアターイースト）作:原田ゆう 演出:シライケイタ
- 第18回公演『キラー・ジョー』（2024年3月14日‐24日、すみだパークシアター倉）作：トレイシーレッツ　演出：シライケイタ

### その他主な作・演出作品
- 『山の声〜ある登山者の追想』（2012年12月1日 - 12月3日、オフィスコットーネ アナザー公演）作:大竹野正典 構成・演出：シライケイタ
- 『黄昏ワルツ』（2013年5月24日 - 5月27日、オフィスコットーネアナザー公演）作:大竹野正典 構成・演出：シライケイタ
- 『海のホタル』（2013年8月1日 - 8月4日、オフィスコットーネアナザー公演）作:大竹野正典 構成・演出：シライケイタ
- 『山の声』再演（2013年12月27日 - 12月30日、オフィスコットーネアナザー公演）作:大竹野正典 構成・演出・出演：シライケイタ
- 『みみなり横丁物語〜ザ・ミミナリ誕生編』（2013年、下北沢演劇祭区民上演グループ）作・演出
- 『山の声』再再演（2014年3月4日 - 3月9日、日本演出者協会）作:大竹野正典 構成・演出:シライケイタ[注釈 1]
- 『海のホタル』再演（2014年12月17日 - 12月23日、オフィスコットーネデラックス公演）作:大竹野正典 演出:シライケイタ
- 『みんなのロミジュリ1』（2014年、下北沢演劇祭区民上演グループ）作・演出
- 『走ることは歌うことだ』（2015年6月26日 - 6月28日、オフィスコットーネアナザー公演）脚本:シライケイタ 演出:スズキ拓朗
- 『夕食の前』（2015年12月16日 - 12月20日、公益社団法人国際演劇協会日本センター）作：ヤーセル・アブー＝シャクラ 翻訳:鵜戸聡 演出:シライケイタ[注釈 2]
- 『KOBAKO2016』（2016年1月20日 - 1月24日、劇団パトスパック公演）作:宇梶剛士 演出:シライケイタ
- 『代代孫孫2016』（2016年6月15日 - 6月21日、流山児★事務所公演）作:パク・クニョン 脚色・演出:シライケイタ
- 劇団パトスパック『デザートパーティー』（2016年7月27日 - 7月31日、東京芸術劇場シアターイースト）作:宇梶剛士 演出:シライケイタ
- 『実録・連合赤軍 あさま山荘への道程』（2017年3月9日 - 3月22日、若松プロダクション/スコーレ、SPACE雑遊）脚本・演出
- 『SCRAP』（2017年7月1日-7月17日、文化庁/公益社団法人日本劇団協議会）作:シライケイタ 演出:日澤雄介[12]
- 劇団俳小『袴垂れはどこだ』（2017年12月13日 - 12月17日、シアターX）作:福田善之 演出:シライケイタ
- 劇団東演『臨時病室』（2018年2月9日 - 2月18日、東演パラータ）作:沈虹光 演出:シライケイタ
- 韓国現代戯曲ドラマリーディング『ぼんくらと凡愚』（2018年3月23日 - 3月25日、シアタートラム）作:キムサンヨル 演出:シライケイタ
- 『舞台版 女帝』（2018年5月30日 - 6月3日、CBGKシブゲキ!!）脚本・演出:シライケイタ
- 劇団青年座『安楽病棟』（2018年6月22日 - 7月1日、本多劇場）作:シライケイタ 演出:磯村純
- 流山児★事務所『満州戦線』（2018年7月11日 - 7月16日、ザ・スズナリ）作:パクグニョン 演出:シライケイタ
- 劇団俳小『殺し屋ジョー』（2019年3月20日‐ 3月24日、シアターグリーン）作:トレーシーレッツ 演出:シライケイタ
- サヤテイプロデュース『Ray Camoy 鴨居玲という画家がいた』（2019年8月9日 - 8月10日、スパイラルホール）演出・出演
- 新宿梁山泊『烈々と燃え散りしあの花かんざしよ』（2019年8月13日 - 8月18日、ザ・スズナリ）作:シライケイタ 演出:金守珍
- 宮崎県立芸術劇場プロデュース 新かぼちゃといもがら物語♯4『幻視～神の住む町』（2020年2月26日 - 3月1日、メディキット県民文化センター）作:シライケイタ 演出:立山ひろみ
- 青年劇場『星をかすめる風』（2020年9月12日 - 9月20日、紀伊國屋サザンシアター）脚本、演出:シライケイタ
- シーエイティープロデュース『BIRTH』（2020年10月10日 - 10月21日、よみうり大手町ホール）作:シライケイタ 演出:千葉哲也
- 名取事務所『獣の時間』（2020年10月23日 - 11月2日、小劇場B1）作:キムミンジョン　演出:シライケイタ
- オールスタッフプロデュース『音楽劇　獅子吼』（2020年10月21日 - 11月1日、上野ストアハウス）脚本:シライケイタ 演出:和田憲明
- A4プロデュース『オーファンズ』（2020年11月18日 - 11月23日、中野ポケット）作:ライル・ケスラー 演出:シライケイタ
- 流山児☆事務所『客たち』（2020年12月16日 - 12月23日　新宿スターフィールド）作：コ・ヨノク 演出:シライケイタ
- トムプロジェクト『モンテンルパ』（2021年1月23日 - 1月30日　東京芸術劇場シアターウエスト）作・演出:シライケイタ
- KAAT神奈川芸術劇場『湊横濱荒狗挽歌～新粧、三人吉三。』（2021年8月27日‐ 9月12日 KAAT大スタジオ）作:野木萌葱　演出:シライケイタ
- 劇団青年座『ある王妃の死』（2022年1月21日 - 1月30日、東京芸術劇場シアターウエスト）作:シライケイタ　演出:金澤菜乃英
- 地人会新社『二番街の囚人』（2022年2月10日 - 2月20日　赤坂レッドシアター）作:ニール・サイモン 演出:シライケイタ
- 劇団銅鑼『泣くな研修医』（2022年3月18日 - 3月23日、東京芸術劇場シアターウエスト）原作:中山祐次郎 作:シライケイタ 演出:齊藤理恵子
- 結城座『変身』（2022年3月26日 - 3月30日、下北沢「劇」小劇場）原作:フランツ・カフカ 脚本・演出:シライケイタ
- 劇団民藝『ルナサに踊る』（2022年5月26日 - 6月4日、紀伊国屋サザンシアター）作:ブライアン・フリール 演出:シライケイタ
- パルコプロデュース『ホームレッスン』（2022年9月24日 - 10月9日、紀伊国屋ホール）作:谷碧仁 演出:シライケイタ
- 青年劇場『殺意』（2022年12月6日 - 12月18日、青年劇場スタジオ結）作・瓜生正美 演出:シライケイタ
- 劇団民藝『カストリ・エレジー』（2023年5月26日-6月4日　紀伊国屋サザンシアター）作：鐘下辰男　演出：シライケイタ
- 劇団俳小『これが戦争だ』（2023年7月22日-30日　中野ザ・ポケット）演出
- 青年劇場『星をかすめる風』（2023年9月8日-17日　紀伊国屋サザンシアター他地方巡演）脚本・演出
- ミックスゾーン『死ねばいいのに』（2024年1月20日‐28日　紀伊国屋サザンシアター）原作：京極夏彦　脚本・演出：シライケイタ
- トムプロジェクト『モンテンルパ』（2024年2月　亀戸カメリアホール他地方巡演）
- 結城座『変身』（2024年5月29日-6月2日、下北沢ザ・スズナリ）原作：カフカ　脚本・演出：シライケイタ
- 座・高円寺『夏の夜の夢』（2024年8月31日‐9月21日、座・高円寺1）脚本：岩崎う大　演出・作詞：シライケイタ

## 受賞歴
- 2013年 - 文化庁・一般社団法人日本演出者協会主催「若手演出家コンクール2013」 - 優秀賞・観客賞
- 2015年 -『birth』密陽国際演劇祭（韓国） - 戯曲賞
- 2017年 - 第25回読売演劇大賞、2017年上半期演出家賞ベスト5
- 2018年 - 第25回読売演劇大賞、杉村春子賞
- 2019年 - 第27回読売演劇大賞、2019年上半期演出家賞ベスト5